# جورج دبليو. كوك
جورج دبليو. كوك (بالإنجليزية: George W. Cook)‏ هو سياسي أمريكي، ولد في 10 نوفمبر 1851، وتوفي في 18 ديسمبر 1916 في الولايات المتحدة. حزبياً، نشط في الحزب الجمهوري. وقد انتخب عضو مجلس النواب الأمريكي.